# 圣玛丽亚-科吉纳斯
圣玛丽亚-科吉纳斯（義大利語：Santa Maria Coghinas）是意大利撒丁大区萨萨里省的一个市镇。总面积22平方公里，人口1464人，人口密度66.5人/平方公里（2009年）。ISTAT代码为090087。